# NSS

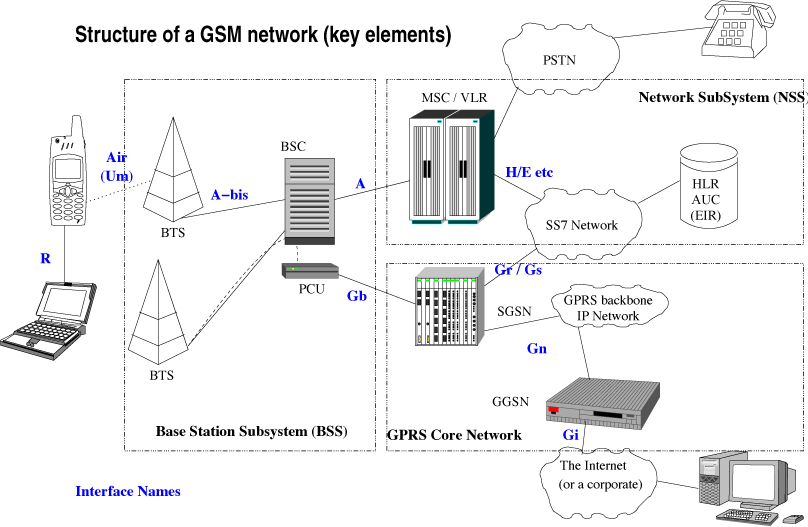
Esquema simplificado de una red GSM.

NSS es el acrónimo del inglés Network Switching Subsystem o Subsistema de Conmutación de Red. Es el componente que realiza las funciones de portar y administrar las comunicaciones entre teléfonos móviles y la red conmutada de telefonía pública (PSTN) para una red GSM. Es mantenida por los operadores de telefonía móvil y permite a los teléfonos móviles establecer comunicación unos a otros dentro y/o fuera de su propia red. Su arquitectura tecnológica está muy relacionada con las centrales telefónicas tradicionales (redes de telefonía fija), sin embargo, hay funciones adicionales que son necesarias ya que los teléfonos no se encuentran fijos en una única ubicación. Cada una de estas funciones maneja diferentes aspectos de la administración móvil y son descritos más en detalle más adelante.
El NSS, también hace referencia a la red central del GSM, por lo general se refiere a Red Central de Conmutación de circuitos, que se utiliza para servicios de GSM tradicionales tales como llamadas de voz, SMS y llamadas conmutadas.
Existe también una arquitectura que se "solapa" sobre la red de GSM para proveer servicios de conmutación de datos conocido más comúnmente como GPRS, este servicio le permite a los teléfonos móviles obtener acceso a servicios tales como WAP, MMS y acceso a Internet.
La mayoría de los teléfonos fabricados hoy en día incluyen funciones que permiten el uso de los servicios GPRS, y esto ha obligado a los operadores de telefonía celular a incluirla en adición a la red de conmutación tradicional.

## Mobile Switching Center (MSC)

### Descripción
El MSC (Central de Conmutación Móvil) es una sofisticada central telefónica que proporciona conmutación de llamadas, administración de movilidad y servicios de GSM para los teléfonos móviles dentro de su área de servicio. En otras palabras, trasmisión de voz, datos y servicios de fax así como servicio de mensajes cortos (SMS) y desvío de llamadas.
En el sistema de teléfonos móviles GSM, en contraste con los iniciales servicios analógicos, la información de datos y fax es enviada codificada digitalmente directamente al MSC. únicamente en la MSC esta señal es convertida en una señal "analógica" (estrictamente se debería decir que es convertida en una señal PCM, a una cadencia de 64 kbit/s, conocida como DS0 en USA y el resto del mundo).
Hay diferentes nombres para la MSC en diferentes contextos lo cual refleja la complejidad de sus funciones dentro de la red, es así como los siguientes términos pueden hacer referencia a la MSC pero en diferentes momentos y dependiendo de la actividad que realice en ese momento.
- Gateway MSC es la MSC que determina cual es la MSC que "visita" al suscriptor que está siendo llamado, es también las interfaz en la Red de Conmutada de Telefonía Pública. Todas las llamadas de Móvil a Móvil y PSTN a Móvil son enrutadas a través del GMSC.
- Visited MSC es la MSC donde el suscriptor esta actualmente ubicado. el VLR asociado a dicha MSC tendrá los datos del suscriptor en ella.
- Anchor MSC es la MSC desde la cual un handover ha sido iniciado.
- Target MSC es la MSC hacia donde el Handover deberá dirigirse.
- MSC Server es parte del concepto rediseñado de MSC comenzando desde el 3GPP Release 5.

## Mobile Switching Server Centre (MSS)
El Mobile Switching Centre Server o MSS no es sino una variante sencilla de un MSC, que proporciona conmutación de circuitos, gestión de movilidad y servicios GSM a los terminales móviles que pululan por el área que éste sirve. La funcionalidad de un MSS permite separar el control (señalización) y el plano de usuario, lo que garantiza una mejor ubicación de los elementos de la red.
Los MSS y los MGW (Media Gateway) hacen posible la interconexión entre circuitos que usan IP, ATM AAL2 y TDM.
Más información en 3GPP TS 23.205.

## Home location register (HLR)
El HLR (Home Location Register, o registro de ubicación base) es una base de datos que almacena la posición del usuario dentro de la red, si está conectado o no y las características de su abono (servicios que puede y no puede usar, tipo de terminal, etcétera). Es de carácter más bien permanente; cada número de teléfono móvil está adscrito a un HLR determinado y único, que administra su operador móvil.

## Otros elementos de la red GSM conectados al MSC
El MSC se conecta con:
- el HLR para obtener datos sobre el SIM y el MSISDN
- las BSS que realizan la comunicación radio con los terminales 2G y 2.5G
- las UTRAN que realizan la comunicación radio con los terminales 3G
- el VLR para determinar qué suscriptores tiene bajo su control
- otros MSC (e.g. para handover)